# Swietłana Siemionowa (filozof)
Swietłana Grigorjewna Siemionowa (ros. Светлана Григорьевна Семёнова; ur. 23 sierpnia 1941 w Czycie, zm. 9 grudnia 2014 w Moskwie) – radziecka i rosyjska filozofka, doktor nauk filologicznych, członkini Związku Pisarzy ZSRR, główny pracownik naukowy Instytutu Literatury Światowej przy Rosyjskiej Akademii Nauk. W latach 1958–1964 studiowała na Wydziale Filologicznym Moskiewskiego Uniwersytetu Państwowego, który ukończyła z wyróżnieniem. W latach 1965–1967 była aspirantką Instytutu Literackiego imienia A.M. Gorkiego w katedrze literatury zagranicznej. W 1973 na Uniwersytecie Moskiewskim obroniła pracę kandydacką pt. Roman filozoficzny Jeana-Paula Sartre’a i Camusa (ros. Философский роман Ж.-П.Сартра и А. Камю). Zajmowała się przeważnie historią rosyjskiego kosmizmu. Jej mężem był kulturoznawca Gieorgij Gaczew, a jej córka Anastasija Gaczewa stała się literaturoznawcą.